# Rosie Brennan
Rosie Brennan (Salt Lake City, 2 december 1988) is een Amerikaanse langlaufster. Ze vertegenwoordigde haar vaderland op de Olympische Winterspelen 2018 in Pyeongchang.

## Carrière
Brennan maakte haar wereldbekerdebuut in januari 2009 in Whistler. In januari 2015 scoorde de Amerikaanse in Rybinsk haar eerste wereldbekerpunten. Op de wereldkampioenschappen langlaufen 2015 in Falun eindigde ze als zestiende op de 30 kilometer klassieke stijl en als 29e op de 15 kilometer skiatlon, samen met Sadie Bjornsen, Elizabeth Stephen en Jessica Diggins eindigde ze als vierde op de estafette. In Lahti nam Brennan deel aan de wereldkampioenschappen langlaufen 2017. Op dit toernooi eindigde ze als 27e op de 15 kilometer skiatlon en als 31e op de 10 kilometer klassieke stijl. Tijdens de Olympische Winterspelen van 2018 in Pyeongchang eindigde de Amerikaanse als 58e op de 15 kilometer skiatlon.
In december 2018 behaalde ze in Davos haar eerste toptienklassering in een wereldbekerwedstrijd. Op de wereldkampioenschappen langlaufen 2019 in Seefeld eindigde Brennan als tiende op de 15 kilometer skiatlon, als zestiende op de 30 kilometer vrije stijl en als 24e op de 10 kilometer klassieke stijl. Op de estafette eindigde ze samen met Julia Kern, Sadie Bjornsen en Jessica Diggins op de vijfde plaats. Op 12 december 2020 boekte de Amerikaanse in Davos haar eerste wereldbekerzege. In Oberstdorf nam ze deel aan de wereldkampioenschappen langlaufen 2021. Op dit toernooi eindigde ze als zeventiende op de 10 kilometer vrije stijl en als 34e op de sprint. Samen met Hailey Swirbul, Sadie Maubet Bjornsen en Jessica Diggins eindigde ze als vierde op de estafette, op de teamsprint eindigde ze samen met Sadie Maubet Bjornsen op de vijfde plaats.

## Resultaten

### Olympische Winterspelen
| Jaar | Plaats      | Resultaten         |
| ---- | ----------- | ------------------ |
| 2018 | Pyeongchang | 58e 15 km skiatlon |

### Wereldkampioenschappen
| Jaar | Plaats     | Resultaten                                                                                         |
| ---- | ---------- | -------------------------------------------------------------------------------------------------- |
| 2015 | Falun      | 29e 15 km skiatlon 16e 30 km klassieke stijl 4e 4x5 km estafette                                   |
| 2017 | Lahti      | 31e 10 km klassieke stijl 27e 15 km skiatlon                                                       |
| 2019 | Seefeld    | 24e 10 km klassieke stijl 10e 15 km skiatlon 16e 30 km vrije stijl 5e 4×5 km estafette             |
| 2021 | Oberstdorf | 34e Sprint (klassieke stijl) 17e 10 km vrije stijl 5e Teamsprint (vrije stijl) 4e 4×5 km estafette |

### Wereldbeker
| Legenda | Legenda            |
| ------- | ------------------ |
| TdS     | Tour de Ski        |
| NO      | Nordic Opening     |
| LT      | Lillehammer Triple |
| RT      | Ruka Triple        |
| WBF     | Wereldbekerfinale  |
| STC     | Ski Tour Canada    |
| ST      | Ski Tour           |

Eindklasseringen
| Seizoen   | Algm | DI  | SP  | TdS |
| --------- | ---- | --- | --- | --- |
| 2014/2015 | 87e  | 56e | –   | –   |
| 2015/2016 | 54e  | 43e | –   | 31e |
| 2016/2017 | 65e  | 47e | 82e | 27e |
| 2017/2018 | 55e  | 45e | 54e | 24e |
| 2018/2019 | 38e  | 27e | 54e | 10e |
| 2019/2020 | 17e  | 14e | 35e | 12e |
| 2020/2021 | 4e   | 4e  | 9e  | 6e  |

Wereldbekerzeges
| Nr. | Datum            | Plaats | Onderdeel            |
| --- | ---------------- | ------ | -------------------- |
| 1.  | 12 december 2020 | Davos  | Sprint (vrije stijl) |
| 2.  | 13 december 2020 | Davos  | 10 km vrije stijl    |